# رمضان عبد الرحيم
رمضان عبد الرحيم منصور (المعروف أيضًا باسم التوربيني)، كان زعيم عصابة مصري وقاتل متسلسل. اغتصب وقتل ما لا يقل عن 32 طفلاً وشابًا خلال سبع سنوات في عدة مواقع في مصر بما في ذلك القاهرة والإسكندرية والقليوبية وبني سويف. تتراوح أعمار جميع ضحاياه بين 10 و 14 سنة، وأغلبهم من الصبية. أُلقي القبض على منصور عام 2006 مع شركائه الستة وتم إعدامهم فيما بعد.

## البداية
غادر رمضان منزله في مدينة طنطا شمال القاهرة، وانضم إلى إحدى عصابات الشوارع في سن مبكرة. وقد علمه قادة العصابات مهارات البقاء على قيد الحياة، حيث زُعم أنهم كانوا يقطعونه بشفرات الحلاقة كلما ارتكب خطأ. وبحسب اعترافه، سرعان ما تعلم منصور كيفية الرد على من يعادوه كاغتصابهم، وقتلهم في حال هدده الشخص بالذهاب إلى الشرطة. كان أحد الضحايا الصبي أحمد ناجي البالغ من العمر 12 عاماً وهو عضو في عصابة رمضان . وعندما حاول رمضان الاعتداء عليه جنسيًا، أبلغ ناجي الشرطة عنه، وتم القبض على رمضان لكن أطلق سراحه لعدم كفاية الأدلة. وبعد فترة وجيزة، اغتصب رمضان الطفل أحمد وقتله انتقاما منه، وفقا لما ذكره ممثلو الادعاء.
كان رمضان يسافر كثيرًا بين القاهرة والإسكندرية بالقطار. شعر بأمان أكبر في الإسكندرية لأن عدد ضباط الشرطة فيها أقل. بدأت نيابة قسم شرطة برج العرب بالإسكندرية في الاحتفاظ بملف عنه خلال هذه الفترة. استدرج رمضان وأفراد عصابته أطفال الشوارع إلى سطح عربات القطارات، حيث قاموا بعد ذلك بتجريدهم من ملابسهم واغتصابهم وتعذيبهم، ثم ألقوا بهم عراة على جانب السكة الحديد أمواتًا أو بالكاد على قيد الحياة، كما ألقى بعض الأطفال في النيل أو دفنهم أحياء. ظهرت جرائم رمضان وعصابته إلى النور عام 2006 عندما تم القبض على اثنين من أفراد عصابته، واكتسب رمضان لقب التوربيني أي "القطار السريع" نسبة إلى موقعه المفضل لارتكاب الجرائم. بعد الاعتقال ورد أن رمضان قال للمدعين العامين إنه ممسوس من قبل أنثى جن التي أمرته بارتكاب الجرائم. أدين رمضان وشريكه فرج سمير محمود المعروف أيضًا باسم "حناتة" وحكم عليهما بالإعدام من قبل محكمة الجنايات بطنطا عام 2007. نفذ حكم الإعدام في كل من رمضان وفرج شنقًا في سجن برج العرب يوم الخميس 16 ديسمبر 2010.

## الجرائم
ذكرت صحيفة «الجمهورية» المصرية، في عددها الصادر بتاريخ 16 ديسمبر 2006م: «ما زالت المفاجآت تتوالي في قضية عصابة قتل أطفال الشوارع. والجرائم البشعة التي ارتكبتها في 8 محافظات. ورغم اعتراف أفراد العصابة في التحقيقات بقيادة «التوربيني» بقتل ما يزيد علي 32 طفلاً. إلا أنه لم يتم العثور حتى الآن سوى على 15 جثة. ولا يزال البحث جارياً عن باقي الجثث حتى يكتمل سيناريو الحادث».
وورد في ملف التحقيقات التي أجرتها نيابة استئناف طنطا، ومحضر ضبط وتحريات الإدارة العامة لمباحث الأحداث بوزارة الداخلية ومباحث المحافظات التي شهدت هذه الجرائم، اعتراف التوربيني وعصابته في التحقيقات بقتل هؤلاء الأطفال، وقد عُثر على 15 جثة، وأكد الجناة أنهم سيرشدون النيابة عن 17 جثة أخرى في 8 محافظات، في الوقت الذي واصلت فيه المباحث تحرياتها للقبض على 4 متهمين هاربين شاركوا في قتل الأطفال.
قال شقيقه منصور إنه طوال الفترة التي قضاها رمضان في المنطقة والتي بلغت أكثر من 20 عاماً كان هادئ الطباع ولم يؤذِ أحداً كما أنه لم يتوجه أحد من الجيران لأسرته بشكوى منه لأنه كان محبوباً بين جيرانهم نظراً لهدوئه الشديد وتلقيه العطف منهم بسبب إعاقته الذهنية وأنه لا يصدق أن شقيقه أصبح مجرماً بل وزعيماً كبيراً من عتاة الإجرام.

### اكتشاف الجرائم
كانت بداية الكشف عن هذه العصابة في يوم الاثنين الموافق 27 نوفمبر 2006. عندما عثر عدد من العاملين بمحطة مترو أنفاق شبرا الخيمة على جثة طفل داخل سرادب أسفل المحطة. وأبلغوا مدير مباحث القليوبية الذي انتقل إلى مكان الحادث. وكشفت المعاينة أن الجثة هي هيكل عظمي لطفل، ثم عُثر على جثة الطفل محمد إبراهيم سالم «14 سنة» على شريط السكة الحديد في الإسكندرية وكشفت التحريات أن الجثة أُلقيت من فوق أحد القطارات. وتزامن ذلك مع العثور على جثة لطفل ثالث أُلقي من فوق صهاريج السولار بمحطة السكة الحديد في طنطا.
وطلب حبيب العادلي وزير الداخلية (في ذلك الوقت) تشكيل فريق بحث من ضباط الإدارة العامة للأحداث بوزارة الداخلية وتوصل رجال المباحث إلى أن وراء قتل هؤلاء الأطفال عصابة. أُلقي القبض على أول متهم في العصابة ويُدعى أحمد سمير عبد المنعم «18 سنة» وشهرته «بقو» في منطقة شبرا الخيمة بالقليوبية. واعترف المتهم أنه ينتمي لعصابة قتل أطفال الشوارع.

### الاعترافات
جاءت اعترافات «بقو» أمام رجال المباحث لتكشف أسرار العصابة حيث ذكر أنهم يستدرجون هؤلاء الأطفال من الشوارع بزعم التسول. ثم يعتدون عليهم جنسياً ويقومون بقتلهم بإلقائهم من فوق القطارات حتى تتشوه معالمهم حيث تدوسهم القطارات القادمة من الاتجاه المعاكس.
وذكر أن «التوربيني» هو زعيم العصابة وأنه كان يقوم بتكتيف هؤلاء الضحايا بملابسهم الداخلية فوق القطار «التوربيني» الذي يستقله مع الضحية من القاهرة ومعه باقي أفراد العصابة ثم يلقيه فوق شريط السكة الحديد.
وسقط المتهم الثاني محمد عبد العزيز السويسي الشهير ب «بالسويسي» في طنطا حيث أدلى باعترافات بأنه اشترك مع «بقو» والتوربيني وباقي أفراد العصابة في قتل 8 أطفال في طنطا ودمنهور والقاهرة والقليوبية والإسكندرية وباقي المحافظات، وذكر أن زعيمهم رمضان التوربيني مصاب «بعقدة نفسية جنسية» عندما كان صغيراً ولا تزيد سنه عن 12 عاماً حيث كان يعمل في كافتيريا بالسكة الحديد بالقاهرة وتعرف على بلطجي يُدعى عبده «التوربيني» كان يعتدي على رمضان بالضرب ويستولي منه على الإيراد. واستدرجه إلى سطح أحد القطارات واعتدى عليه جنسياً لإذلاله وحتى يتوقف عن مطالبته بهذه الأموال. ثم ألقاه من فوق القطار ليسقط على حديدة تسببت في إصابته بحول في عينه اليمنى وجروح مختلفة في أنحاء متفرقة بالجسد. وبعد أن شفي قرر الانتقام من كل الأطفال بنفس الطريقة.

### سقوط التوربيني
أُلقي القبض على زعيم العصابة رمضان عبد الرحيم منصور «26 سنة» الشهير بالتوربيني. حيث اعترف بارتكاب العديد من جرائم الاغتصاب وقتل الأطفال. وأصدر النائب العام بالتحقيق في القضية، وجرى مواجهة التربيني بمساعديه السويسي وأحمد سمير والمتهم الرابع حمادة معروف شعبان الشهير «ببزازة» حيث اعترف التوربيني بأن نشاطه في قتل الأطفال بدأ منذ 7 سنوات. وأن عدد الجرائم التي ارتكبوها لا يقل عن 32 جريمة ومن الصعب التوصل إلى أماكنها جميعاً. وتعهد بإرشاد المباحث عن جميع الجثث.

### 17 جثة مجهولة و 8 اتهامات
واصلت النيابة تحقيقاتها للعثور على 17 جثة اعترف المتهمون بقتلها إلا أنه أصبح من الصعب العثور عليها لمرور فترة زمنية طويلة على وقوعها في المحافظات الثماني ومنها القاهرة والقليوبية والغربية والبحيرة والإسكندرية وبني سويف ومطروح.

## الحكم
أصدرت محكمة جنايات طنطا حكمها بإعدام التوربيني ومساعده فرج محمد السيد الشهير حباطة واثنين من المتهمين بعد موافقة المفتي. بعد إدانتهما بالقتل وهتك العرض كما قضت بمعاقبة مؤمن عبد المنعم شحاته وشهرته مؤمن الجزار بالسجن المشدد 25 عاما وكذلك معاقبة ثلاثة متهمين آخرين بالسجن المشدد 15 عاما وهم - محمد شعبان وشهرته السويسي - وسمير عبد المنعم وشهرته بوقو - وحمادة معروف وشهرته بزازة كما قضت المحكمة بإحالة المتهم إبراهيم شعيشع لمحكمة الأحداث بسبب حداثة سنه.

## إعدامه
قضت محكمة النقض بتأييد الحكم الصادر بالإعدام ضد التوربيني ومساعده فرج محمود السيد بالإعدام شنقا في 26 يناير 2009. وجرى تنفيذ حكم الإعدام فيهم يوم 16 ديسمبر 2010.